# Kees van Beveren
Kees van Beveren (Zierikzee, 29 oktober 1956) is een Nederlands voormalig politicus namens het CDA.

## Biografie
Van Beveren startte zijn politieke carrière in 2000 als Statenlid. In 2003 werd hij fractievoorzitter. Van 5 februari 2010 tot april 2015 was hij gedeputeerde in Zeeland voor o.a. financiën, infrastructuur, landbouw, visserij, water en natuur en tevens derde waarnemend Commissaris van de Koning(in). Voor de Provinciale Statenverkiezingen in 2003, 2007, 2011 en 2015 was hij lijsttrekker van de CDA-fractie. In 2015 nam hij afscheid van de Gedeputeerde Staten, maar nam wel weer zitting in de Provinciale Staten. In maart 2016 legde hij ook die functie neer.
Per 1 maart 2016 werd Van Beveren hoofd bedrijfsvoering voor de wetenschappelijke bibliotheek van "ZB | Planbureau en Bibliotheek van Zeeland" te Middelburg. Voordat hij gedeputeerde werd, was hij van begin 2004 tot eind 2009 werkzaam als directeur van de Gemeentelijke Kredietbank Walcheren. Van 1987 tot 2003 vervulde Van Beveren diverse financiële functies bij verschillende gemeenten.